# Kaunertal
Kaunertal est une commune et une station de ski du district de Landeck, dans le Tyrol autrichien. 

## Géographie
Kaunertal se trouve au plein cœur des Alpes autrichiennes. La station est installée sur un glacier ce qui permet la pratique du ski et autres sports d'hiver pendant toute l'année. Elle se situe à 2 150–3 260 m. Le village le plus proche est Feichten im Kaunertal.

## Tourisme
Le village obtient en 2021 le label Meilleurs villages touristiques de l'Organisation mondiale du tourisme.

## Remontées mécaniques
La station possède cinq remontées de type téléski sur le glacier même (arrivée max : 3 108 m), un télésiège débrayable en partie sur le glacier (départ à 2 150 m) et depuis peu des télécabines (avec sièges chauffants) sur le glacier (arrivée à 3 260 m).

## Pistes
Il y a 2 stades,
- 9 pistes bleues,
- 3 pistes rouges,
- 2 pistes noires,
- 1 snowpark,
- 1 halfpipe.

### Nouveautés
Depuis peu des télécabines ont été créées, partant du parking et arrivant au plus haut sommet skiable de la station (3 260 m). Un projet de construction de télécabine ou téléphérique est à l'étude, il partirait du parking et arriverait a 3 518 m.